# Casa de los Nueve Pisos
La Casa de los Nueve Pisos o Edificio de los Nueve Pisos es una edificación de viviendas particulares situada en la ciudad de Murcia (Región de Murcia, España). Se trata de una construcción de principios del siglo XX, diseñada por el arquitecto José Antonio Rodríguez y considerado como el primer rascacielos de la ciudad. Es de estilo modernista e inspiración neoyorquina y posee elementos procedentes de otros edificios anteriores del siglo XVIII de estilo barroco y rococó. Está incluida en el sector de San Esteban del Conjunto Histórico de Murcia.

## Historia
La Casa de los Nueve Pisos es uno de los edificios que integran el espacio arquitectónico histórico de la ciudad de Murcia. Fue construido en 1914, por el empresario murciano, José García Martínez, bajo las indicaciones de José Antonio Rodríguez Martínez, arquitecto municipal de la ciudad entre 1902 y 1925, del que nos han llegado obras tan singulares como la Casa Díaz-Cassou, la Casa Cerdá o el edificio de la Convalecencia, entre otros del modernismo murciano.
El edificio se levantó en el solar que antiguamente ocupaban el jesuita Colegio de Nuestra Señora de la Anunciata, del que se conserva su antiguo claustro en el interior, que posteriormente sirvió de sede de la Real Fábrica de Sedas a la Piamontesa tras la expulsión de los jesuitas, de la que ha perdurado la fachada de estilo rococó. Fábrica que en su etapa de mayor esplendor, alrededor de 1786, llegó a contar con 800 obreros y exportar sus sedas a Valencia, Granada y Madrid.
La función para la que fue construida la Casa de los Nueve Pisos sería la de albergar las industrias de José García Martínez, conocidas como Industrias García. En un principio, tenía la intención de construir un edificio de tan solo cuatro plantas, pero pronto se dio cuenta de que la vecina fábrica de sombreros desprendía un intenso humo que molestaba al empresario, de modo que, tras un intento fallido de comprar la fábrica vecina, decidió aumentar considerablemente la estructura hasta llegar a las nueve alturas, contando con el entresuelo. Sin embargo, esta decisión no fue apoyada por el arquitecto que decidió retirar su participación por el riesgo de que, a su juicio, la estructura inicial cediese ante el nuevo peso, para el que no había sido diseñada. 
Finalmente, José García Martínez terminó su edificio con la altura deseada, que pronto se convirtió en uno de los más llamativos de la ciudad, y en su momento fue valorado además, en otros lugares de España. De este modo, el empresario, se posicionaba como uno de los más importantes y exitosos de la ciudad y el edificio sería un símbolo de su pujanza económica, levantándose sobre la mayor parte de las construcciones de la Murcia de principios del siglo XX. El edificio terminó albergando una fábrica de seda, otra de zumos, de golosinas, de figuras de belén, una panificadora, una de hijuelas e incluso de juguetes. También se albergó allí un almacén y un taller de cristales. Además el empresario fijó su residencia privada en el edificio.
Finalmente, tras la crisis económica que produjo la Guerra Civil, las industrias cerraron y el edificio pasó a acoger viviendas particulares. Personalidades como el piloto e historiador Ramón Salas Larrazábal, el poeta Dictinio de Castillo o los lingüistas Manuel Muñoz Cortés y Margarita Zielinski vivieron en el edificio.
Su reconocimiento como monumento vendría años después, cuando en 1982 se incluyó en el catálogo del Plan Especial del Conjunto Histórico-Artístico de Murcia, mientras que los restos de otros edificios anteriores le dispensaron la categoría de Bien de Interés Cultural B.I.C.

## Descripción
El Edificio de los Nueve Pisos se encuentra en el centro de la capital murciana, en la calle Acisclo Díaz, haciendo esquina con Luís Braille y el Callejón Burruezo, junto al Palacio de San Esteban, sede del gobierno de la Región de Murcia. 
Se trata de una estructura formada por dos cuerpos a distinta altura. El cuerpo principal, orientado hacia el sur, es el más grande, presenta una forma rectangular de 38 m en su lado frontal por 18 m aproximadamente en el lateral. Consta con ocho pisos en altura y un entresuelo. El cuerpo menor orientado hacia el norte tiene forma de U con aproximadamente 37 m a cada lado, con cinco pisos en altura y entresuelo. El patio se cierra al adherirse al cuerpo principal. Por tanto, las medidas totales del edificio son de, 38 m en sus lados frontal y trasero y unos 55 m aproximadamente en ambos lados laterales.
Para construir el edificio se levantó una estructura de hierro, de grandes vigas unidas con tornillos y remaches. Se ordenó la construcción de hornos para la piedra de cal y para cocer in situ los ladrillos de modo que la obra no se encareciese en exceso. 
La fachada busca una solución de ladrillo visto con ventanas rectangulares dispuestas en vertical. La disposición de las ventanas, sus acabados y el uso del ladrillo, nos recuerdan a la arquitectura neoyorquina de los primeros rascacielos de la ciudad estadounidense que habían empezado a popularizarse como edificios industriales y de oficinas, apenas unos veinte años antes en Chicago.  

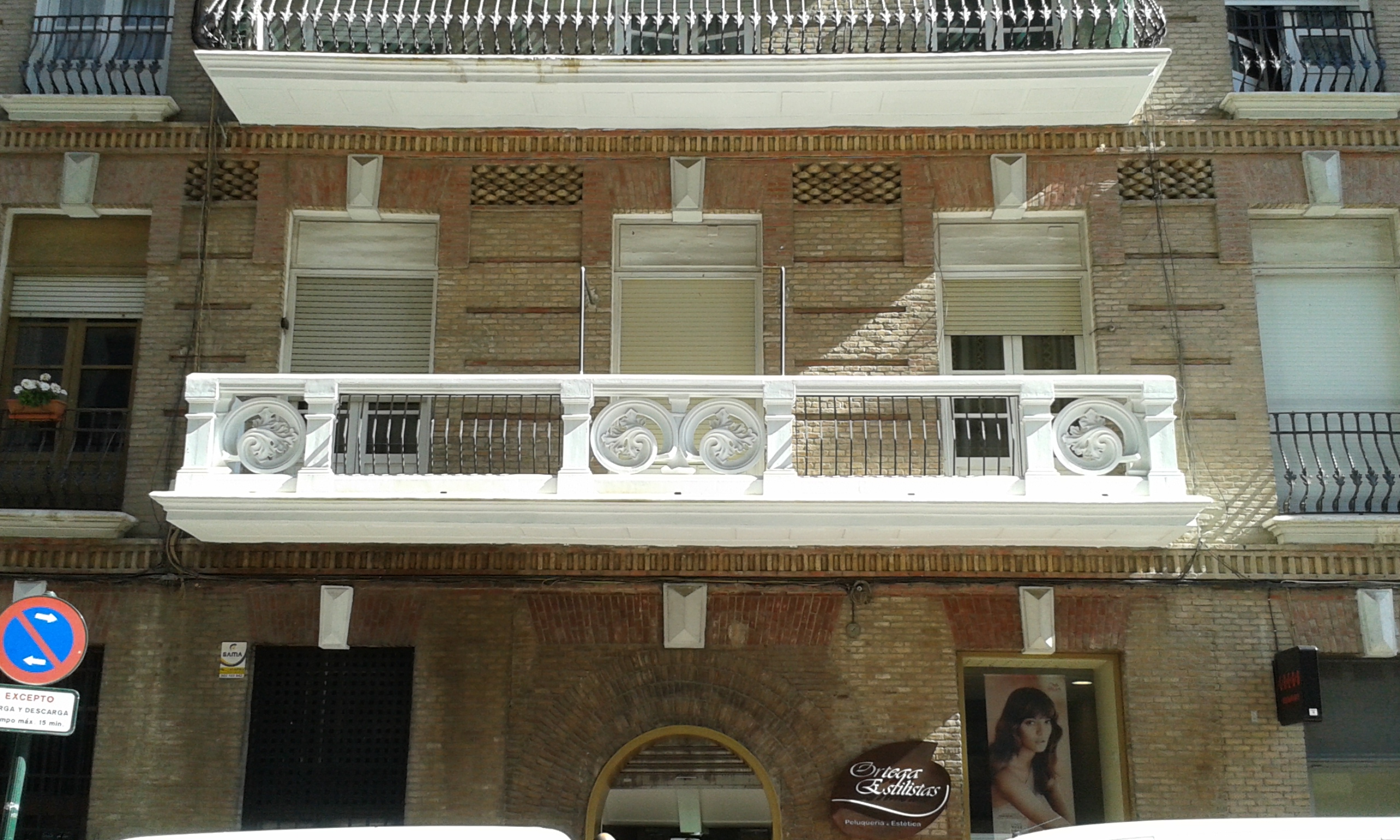
Balcón del Edificio de los Nueve Pisos.

El edificio es por lo general austero en decoración, como era común en las construcciones industriales de esta índole. Tan solo en la fachada principal, encontramos tres hileras de amplios balcones con enrejados. Solamente el primero desde abajo, se encuentra hermosamente decorado con acantos retorcidos formando unas composiciones geométricas, muy características del arte modernista. El toque más característico de la decoración, sin embargo, lo aporta la portada principal de estilo rococó, procedente del edificio anterior, que contrasta enormemente con la austeridad industrial imperante.
El edificio se encuentra rematado por una cornisa sobre la que se levanta la barandilla de la azotea perteneciente al cuerpo principal con grandes esferas decorativas en las esquinas. En el cuerpo menor, la barandilla es en cambio, de reja metálica.
Los edificios de esta índole y gran envergadura para la época, pudieron popularizarse gracias al desarrollo del ascensor eléctrico. En el edificio se instaló el segundo ascensor de la ciudad.

### Portada

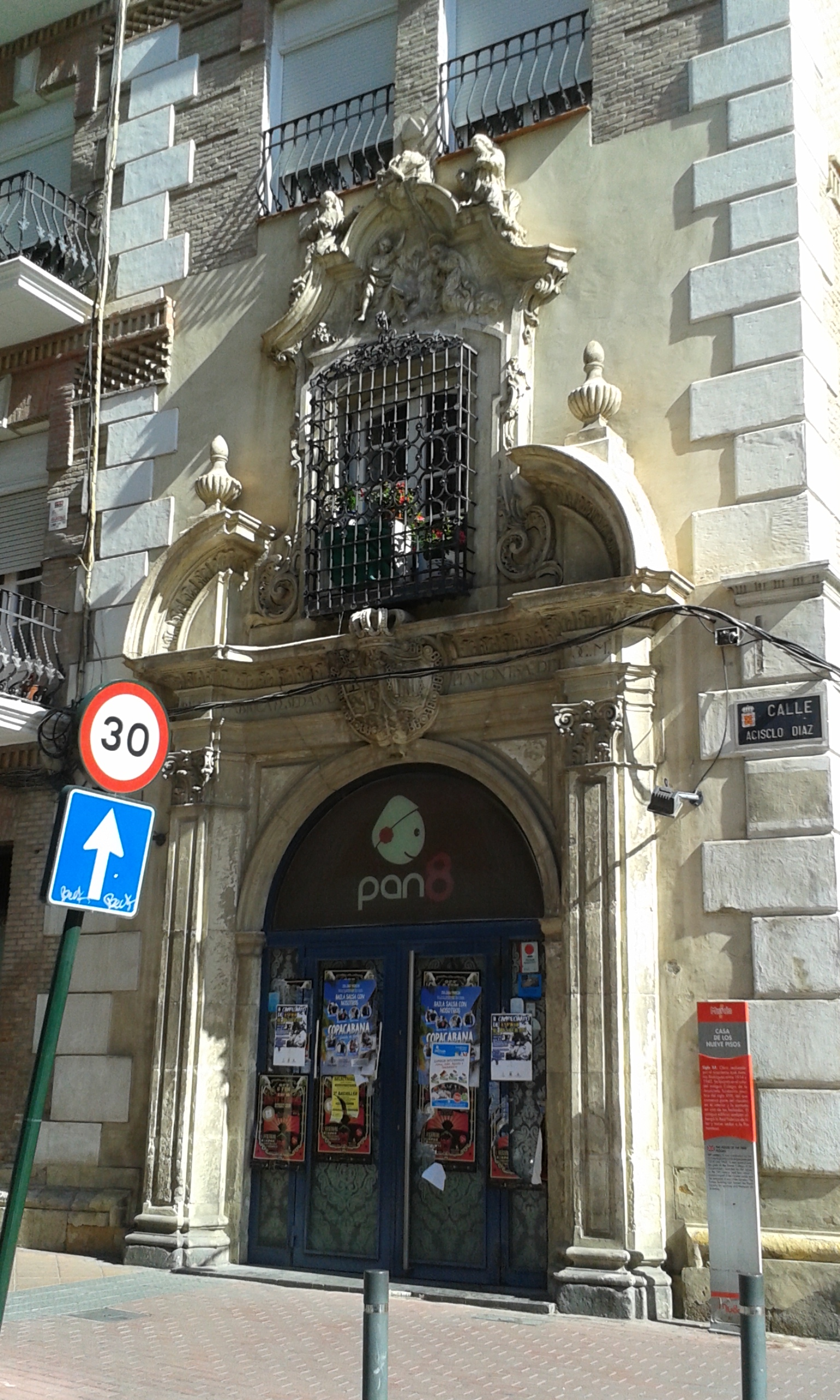
Antigua portada de la Real Fábrica de Sedas a la Piamontesa, siendo con anterioridad la puerta del Colegio de la Anunciata.

Es el elemento más característico del edificio por su profusa decoración, procede de la Real Fábrica de Sedas a la Piamontesa, situada en el solar donde más tarde se levantaría la Casa de los Nueve Pisos. 
Esta a su vez procede del antiguo Colegio de la Anunciata, fundado en 1599 por el obispo Sancho Dávila Toledo como complemento al anexo (y también jesuítico) Colegio de San Esteban (actual Palacio de San Esteban), siendo uno de los centros docentes más importantes en la ciudad de la época, llegando a tener rango de Colegio Real con Fernando VI. 
En 1767 sería cerrado tras la expulsión de la Compañía de Jesús, siendo en 1776 cuando se instaló en el edificio la Real Fábrica de Hilar y Torcer las Sedas a la Piamontesa. Esta fue la primera fábrica de sedas de Murcia, conservándose la portada durante sus años de funcionamiento.
Finalmente, en 1914 comenzaron las obras del edificio que podemos observar en la actualidad, que conservó tanto la antigua portada como parte del claustro en la nueva edificación. La portada se ha conservado en buen estado, aunque ha sido víctima del cableado exterior del alumbrado, que entorpece su visión y pone en peligro los relieves.
Desde un punto de vista artístico, se puede definir como una portada de estilo rococó, compuesta por una entrada con arco de medio punto, enmarcado por dos pilastras con capiteles compuestos que sostienen un dintel con dos cuerpos. El inferior liso y el superior con decoración epigráfica, donde indica su antigua pertenencia a la fábrica de sedas. En medio del dintel y extendiéndose hasta la clave del arco, encontramos un escudo con toisón y corona real presidiendo la entrada.
Sobre el dintel encontramos un frontón entrecortado sobre el cual se disponen dos pináculos. Dentro, enmarcada por róleos, vemos una ventana enrejada sobre la que se dispone un conjunto escultórico que representa a la Anunciación (advocación del antiguo colegio) enmarcada por molduras cóncavas y convexas.
Del antiguo Colegio y posterior Real Fábrica se conservan también las arcadas de su antiguo claustro, siendo visibles en los bajos comerciales de la Casa de los Nueve Pisos.